# Die nackte Pistole
Police Squad (Originaltitel: Police Squad!), später umbenannt in Die nackte Pistole, ist eine US-amerikanische Comedyserie, die auf einem Konzept von Jim Abrahams, David und Jerry Zucker beruht. Die sechsteilige Serie erschien 1982 und bildete die Grundlage für den Film Die nackte Kanone, der sechs Jahre später entstand und zwei Fortsetzungen hatte. In der Serie und in den Filmen treten die gleichen Figuren auf, aber nur die Schauspieler  Leslie Nielsen und Ed Williams sind in der Serie und in den Filmen vertreten.
Sowohl die Serie als auch die Filme enthalten jeweils Elemente des Slapstick als auch der absurden Komödie. Dieser Stil ist fast allen ZAZ-Filmen (Zucker-Abrahams-Zucker) zu eigen. Hier werden insbesondere die amerikanischen Krimiserien der 1970er Jahre parodiert. Als Vorbild für die Vorspannmusik und die Figur Drebin dient die Serie Dezernat M mit Lee Marvin.

## Figuren
- Frank Drebin ist die Hauptfigur der Serie. Sein Rang wird in jeder Szene anders bezeichnet und changiert dabei zwischen Sergeant und Captain. Im Gegensatz zu den anderen Figuren der Serie geht er im Büro nur selten durch Türen, sondern meistens außen um das Set herum.
- Captain Ed Hocken ist Drebins Chef. Er ist immer vor Drebin am Tatort und informiert ihn über die Tat. Dann trifft er sich mit Drebin in der Mitte der Episode im Büro und im Fahrstuhl und plant mit ihm das weitere Vorgehen. Schließlich erscheint er in der Schlusssequenz und fasst gemeinsam mit Drebin die vorangegangenen Ereignisse zusammen.
- Ted Olson leitet die wissenschaftliche Abteilung. Jedes Mal, wenn Drebin ihn aufsucht, ist er dabei, mit einem Kind ein Experiment vorzubereiten, und bricht dies beim Auftauchen des Kollegen meist hastig ab. Aus dem Wenigen, was der Zuschauer hört, geht hervor, dass das Experiment entweder sexuell motiviert gewesen wäre, den Tod des Kindes bzw. eines Versuchstieres oder die Verletzung einer am Experiment beteiligten Versuchsperson zur Folge gehabt hätte. So demonstriert er beispielsweise in der vierten Folge einem Mädchen anhand (in der Folge nicht zu sehendem) Ertränken einer Katze, warum Tiere mit Kiemen unter Wasser atmen können, die Katze jedoch nicht. Als Frank und Ed den Raum betreten, ist das Experiment bereits beendet, und er schenkt dem Mädchen die Katze. In einem weiteren Experiment sind eine Metallkugel sowie eine Versuchsperson zu sehen, die beide an der Decke hängen und durch einen Zeitmesser nach einer Minute von der Decke fallen sollen. Beim Betreten des Raums durch Frank verlässt das Kind, dem Ted den Versuch zuvor erklärt hat, die Szene, während die Kugel und die Person jedoch weiterhin an der Decke hängen. Als Frank und Ted in einen anderen Raum gehen, ist anschließend das Geräusch der fallenden Kugel sowie Person zu hören. Olsons Methoden zur Auswertung von Spuren sind entsprechend unkonventionell.
- Johnny ist ein Schuhputzer, der über alle Ereignisse in der Stadt bestens unterrichtet und offenbar auch über zahlreiche andere Dinge sehr gut informiert ist. Daher holen nicht nur Drebin, sondern auch ein Chirurg (vor einer Operation), ein Baseballtrainer (bezüglich eines neuen Spielers sowie der Mannschaftszusammenstellung), ein Pastor (zur Definition vom Leben nach dem Tod), eine Kolumnistin (zu Leserbriefen zu einem Thema), ein Feuerwehrmann (direkt vor der Besprechung eines Einsatzes, während man bereits Rauch aufziehen sieht) sowie ein Geschäftsmann (zu einer neuen Musik-Richtung namens Ska) seinen Rat ein.

## Running gags
- Zu Beginn jeder Episode wird ein Gaststar angekündigt (Lorne Greene, Georg Stanford Brown, Robert Goulet, William Shatner, Florence Henderson, William Conrad), der aber noch während des Vorspanns eines gewaltsamen Todes stirbt und danach auch nicht wieder auftritt.
- Ebenfalls nur im Vorspann tritt Rex Hamilton als Abraham Lincoln auf, der während eines Theaterbesuches Ziel eines Attentats wird, entgegen der Geschichte aber das Feuer erwidert. In einigen Einstellungen ist Lincolns Foto an der Wand in Drebins Büro zu sehen.
- In mehreren Episoden erscheint ein über zwei Meter großer Polizist namens Al (Ronald „Tiny Ron“ Taylor). Da die Kamera auf Augenhöhe der übrigen Beteiligten steht, ist sein Gesicht niemals zu sehen.
- Während fast jeder Episode rammt Drebin beim Einparken eine oder mehrere Mülltonnen. Die Anzahl der Tonnen entspricht dabei oft der Nummer der Episode. Meist geschieht dies in der ersten Hälfte der Folge. In den Folgen zwei und drei weicht dies jedoch davon ab, da Drebin stattdessen in der ersten Hälfte ein Auto beim Parken von hinten anfährt bzw. eine Reihe von abgestellten Rädern beim Parken (mit Domino-Effekt) umwirft und erst in der zweiten Hälfte der Folgen die Mülltonnen rammt.
- Befinden sich Drebin oder seine Kollegen während ihrer Recherchearbeit auf einer Party, so spielt die Band stets den Jazz-Titel Satin Doll von Duke Ellington.
- Drebin hält Verdächtigen oder Zeugen vor dem Verhör oft eine Packung Zigaretten / einen Kaffee hin und sagt dazu „Zigarette?/Kaffee?“ Die Betreffenden reagieren mit „Ja, ich weiß“ oder „Ja, das ist eine“.
- Nach Betreten der Versuchsräume von Ted durch Frank wechseln diese in einen angrenzenden Raum. Während Ted die Tür benutzt, geht Frank um die davor geöffnete Wand herum, in der sich die Tür befindet.
- Außerdem betreten Frank und Ed in mehreren Folgen einen Fahrstuhl, worauf sie anschließend in Blickrichtung der Fahrstuhltür zu sehen sind. Meist ist bereits eine andere Person im Fahrstuhl zu sehen oder steigt anschließend zu. Bei der Fahrt über mehrere Etagen sind beim Zusteigen oder Verlassen der anderen Personen verschiedene Kulissen zu sehen, die nicht zu einem Hochhaus passen. So sind etwa ein großer Swimming Pool oder eine Konzerthalle zu sehen. Dabei passiert es mehrfach, dass Gegenstände von außen im Fahrstuhl landen, etwa wenn eine Sängerin die Bühne der Konzerthalle betritt und ihr dabei zahlreiche Rosen entgegen geworfen werden.
- Jede Episode endet mit einem Epilog, in dem sich Drebin und Hocken kurz über den Fall unterhalten. Nach Drebins Schlusspointe erstarrt das Bild – ein typisches Stilmittel in den Krimiserien der 70er Jahre. Allerdings verharren in dieser Serie lediglich die Polizisten bewegungslos in ihrer Haltung, während andere Figuren sich nicht immer an diese Vorgabe halten. So gelingt es einem überführten Täter, sich von seinen Handschellen zu befreien, um zunächst an der Tür zu scheitern, die von einem erstarrten Polizisten blockiert wird, und zum Schluss durch die „Vierte Wand“ an der Flucht gehindert zu werden. Gleiches gilt auch für den Abspann, als etwa ein Affe im Raum Papiere im Raum verteilt und von Schreibtisch zu Schreibtisch springt oder als Norberg ein Bild aufhängen will, er daraufhin jedoch ebenso erstarrt, so dass zuerst der Pfosten umfällt, an dem das Bild aufgehängt werden sollte, dies zu einer Kettenreaktion führt und weitere Wände umfallen oder Deckenteile auf die erstarrten Personen fallen.
- Wenn im Vorspann auf dem Bildschirm der Titel der Episode erscheint, wird er im Original gleichzeitig von einem Sprecher aus dem Off genannt. Der geschriebene und der gesprochene Titel stimmen dabei nie überein. Dieser Gag wurde in der deutschen Synchronisation nicht übernommen, allerdings wurden bei der deutschen DVD-Ausgabe auch alternative deutsche Titel genannt.
- In jeder Episode geht Frank Drebin, sobald dieser in einem Fall nicht weiterkommt und zusätzliche Hinweise benötigt, zum Schuhputzer Johnny, welcher jedes Mal zunächst behauptet, von Nichts zu wissen, dann aber gegen eine Zahlung von 10 bis 20 US-Dollar detaillierte Informationen preisgibt. Hat Frank den Schuhputzerstuhl verlassen, nimmt im Anschluss immer eine weitere Person Franks Platz mit einer ungewöhnlich speziellen Frage ein, auf die Johnny ebenfalls immer eine Antwort weiß. In der ersten Episode ist dies ein Pfarrer mit der Frage nach dem Leben nach dem Tod, in der zweiten ein Chirurg mit der Frage wie man einen Bypass nach einem Herzinfarkt legt, in der dritten möchte der Kapitän einer Baseballmannschaft wissen wie er die Schwächen in seiner Mannschaft ausgleichen kann, in der darauffolgenden Episode wendet sich eine Frau an den Schuhputzer um in Erfahrung zu bringen wie sie mit der vielen Post aufgrund ihres Aschenputtel-Komplexes umgehen soll, später will ein Feuerwehrmann wissen wie er am besten den Brand in einem Möbellagerhaus löscht und in der letzten Episode fragt ein Mann nach der neuen Musikrichtung Ska und was an dieser so besonders ist.

## Trivia
- In der dritten Episode ist im Running Gag-Vorspann der Schauspieler Robert Goulet zu sehen. 1991 spielte er auch im Film Die nackte Kanone 2½ mit.
- Im Originalvorspann wird zusätzlich zu den Hintergrund-Geräuschen auch der Name des jeweiligen Vorspielers sowie der Original-Titel Police Squad (mit dem englischen Zusatz in color) von einem englischsprachigen Sprecher vorgelesen. In der deutschen TV-Synchronisation wird stattdessen auf den Sprecher verzichtet, es sind nur die Hintergrund-Geräusche zu hören und es erscheint der Titel Die nackte Pistole.
- Außerdem existiert für die deutsche DVD-Veröffentlichung eine weitere Synchronisation, in der ein Sprecher die Ansage der Darsteller auf Deutsch übernimmt. Hier ist der englische Schriftzug Police Squad (mit dem englischen Zusatz in color) zu sehen, der vom Sprecher mit Police Squad in Farbe gesprochen wird.
- Bei der Ausstrahlung der Serie 2016 / 2017 auf dem Sender Tele 5 wurde der Original-Vorspann verwendet, während 2010 vom Sender Das Vierte die deutsche Synchronisation für den Vorspann verwendet wurde.
- Beim Sender Tele 5 wurden außerdem nur fünf der sechs Folgen ausgestrahlt, so dass die zweite Folge Kampf der Fäuste nicht zu sehen war.
- In der deutschen Synchronisation wurde der Name von Frank Drebin falsch synchronisiert, so dass dieser Frank Braban übersetzt wurde.
- Bei der deutschen Synchronisation wurden außerdem die Epilog-Szenen der Folgen zwei und drei nicht synchronisiert, so dass diese bei der DVD-Veröffentlichung im englischen Original zu hören sind.
- Während der Ausstrahlung der dritten Folge auf Tele 5 war die Epilog-Szene nicht enthalten, so dass nach der eigentlichen Handlung nur der Abspann zu sehen ist, während diesem die Schauspieler erstarren.
- Darüber hinaus sind in den Folgen der Serie verschiedene Elemente enthalten, die später in den Filmen erneut verwendet wurden. So ist etwa Al (ohne Gesicht) zu sehen, der darauf angesprochen wird, dass er etwas im Mundwinkel habe. Anschließend fällt ein mehrere Zentimeter großes Stück Banane auf den Schreibtisch. In einer anderen Folge äußert Frank, dass es auch gefährlich sei, wenn man morgens aufstehe und sein Gesicht in einen Ventilator stecke.

## Episoden
| Nr. | Originaltitel           | Originaltitel (gesprochen) | deutscher Titel         | deutscher Titel (DVD)       |
| --- | ----------------------- | -------------------------- | ----------------------- | --------------------------- |
| 1   | A Substantial Gift      | The Broken Promise         | Ein Fall für alle Fälle | Das gebrochene Versprechen  |
| 2   | Ring of Fear            | A Dangerous Assignment     | Kampf der Fäuste        | Ein gefährlicher Auftrag    |
| 3   | The Butler Did It       | A Bird in the Hand         | Der Butler war’s        | Der Spatz in der Hand       |
| 4   | Revenge and Remorse     | The Guilty Alibi           | Gewissenlose Rache      | Das schuldige Alibi         |
| 5   | Rendezvous at Big Gulch | Terror in the Neighborhood | Hals- und Beinbruch     | Terror in der Nachbarschaft |
| 6   | Testimony of Evil       | Dead Men Don’t Laugh       | Im Zeichen des Bösen    | Tote Männer lachen nicht    |

## Auszeichnungen
1982 gab es Emmy-Nominierungen für Leslie Nielsen (Hauptdarsteller in einer Comedyserie) sowie David Zucker, Jim Abrahams und Jerry Zucker (jeweils Drehbuch für eine Comedyserie).